# Acoustic Session
Acoustic Session è il terzo EP del gruppo musicale polacco Riverside, pubblicato il 29 novembre 2019 dalla Inside Out Music.

## Descrizione
Pubblicato in concomitanza con l'edizione speciale del settimo album Wasteland, l'EP contiene una selezione di cinque brani del gruppo arrangiamenti nuovamente in chiave acustica dal frontman Mariusz Duda e dal tastierista Michał Łapaj.

## Tracce
Testi e musiche di Mariusz Duda, eccetto dove indicato.
1. Vale of Tears (Acoustic) – 5:17
2. Out of Myself (Acoustic) – 3:56 (musica: Mariusz Duda, Piotr Grudziński)
3. 02 Panic Room (Acoustic) – 3:25 (musica: Mariusz Duda, Michał Łapaj)
4. River Down Below (Acoustic) – 5:00
5. Wasteland (Live Intro) – 9:00 (musica: Michał Łapaj) – assente nell'edizione 12"

## Formazione
Gruppo
- Mariusz Duda – voce, chitarra acustica
- Michał Łapaj – pianoforte

Produzione
- Mariusz Duda – produzione
- Magda Srzedniccy – produzione, registrazione, missaggio
- Robert Srzedniccy – produzione, registrazione, missaggio